# Abbediet Cluny
Abbediet Cluny (Cluni, Clugny og latin: Cluniacum) blev grundlagt 2. september 909 af Vilhelm 1., greve af Auvergne. Han indsatte Berno som abbed og lagde det direkte under pave Sergius 3.. Klostret ligger ved Mâcon i det franske departement Saône-et-Loire i Bourgogne. Området var dækket af skov og brugt til jagt. Abbediet og dets datterklostre blev i 11. århundrede et forbillede for andre klostre og et centralt element i den gregorianske reformbevægelse. Den moderne by Cluny voksede op omkring klostret, og mange bygninger fra dets storhedstid er bevaret. 
Benediktinerordenen var en hjørnesten i den stabilisering af de religiøse organisationer, der prægede det 11. århundredes Vesteuropa. Cluny blev grundlagt med udgangspunkt i den nye formulering af Benedikts regel, og en række af dets abbeder havde stor indflydelse på international politik i klostrets storhedstid fra 10. til 12. århundrede. Cluny var den største, mest prestigiøse og rigeste klosterinstitution i denne periode og var samlingspunkt for den vestlige klosterbevægelse fra 10. århundrede.

## Grundlæggelse
Det kloster, som Vilhelm 1. (den fromme) af Akvitanien grundlagde i 909, var af meget beskeden størrelse, da han blot donerede sine jagtområder i Bourgognes skove. Vilhelm lagde dog grunden til stedets senere rigdom og indflydelse, idet han fritog det nye kloster for andre forpligtelser end forbøn for ham selv og hans slægt. Ellers beholdt patroner et vist ejerskab over de klostre, de grundlagde, og forbeholdt sig retten til at udnævne abbeden. Cluny var kun forpligtet over for paven og havde selvbestemmelse over økonomi og stor politisk suverænitet. Det lader til, at den første abbed, Berno, opnåede den meget fordelagtige aftale med Vilhelm.

### Organisatorisk nyskabelse
Det nye kloster i Cluny adskilte sig især på tre punkter fra tidligere benediktinerhuse; den organisatoriske struktur, forbuddet mod indgå forleningsaftaler om land og ved at de liturgiske ritualer var klostrets hovedbeskæftigelse.
Mens de ældre benediktinerklostre blev drevet som autonome enheder og kun var indbyrdes forbundne på et formelt niveau, blev der med Cluny som udgangspunkt skabt et forbund af nye klostre, der alle blev kontrolleret af moderklostret. Lederen i de nye klostre fungerede som abbeden i Clunys stedfortræder og var ikke abbed, men prior. Hvert år skulle priorerne i datterklostrene deltage i et fællesmøde, hvor de aflagde rapport og løste administrative problemer. Efterhånden begyndte også ældre benediktinerhuse at opfatte Cluny som deres forbillede, og da Pave Benedikt 8. i 1016 erklærede, at Clunys privilegier også gjaldt de underordnede huse, betød det, at alle benediktinere fik yderligere påskyndelse til at indlemme sig selv i clunyordenen.
Der blev grundlagt nonneklostre inden for ordenen, men de blev aldrig opfattet som særligt indbringende i organisationen, og det er formentlig grunden til, at nonneklostre aldrig blev oprettet i så stort tal som munkeklostre.
Tidligere havde klostre været selvforsynende enheder, hvor munkene ved siden af de religiøse pligter havde landbrugsarbejde som hovedbeskæftigelse. Det blev ændret i Cluny, og de sorte munkes vigtigste og eneste pligt var de kristne ritualer, herunder især bøn. Tidligere var klostrene organiseret på samme måde som de gamle romerske villaer, der overlevede i Sydeuropa gennem hele den tidlige middelalder, eller herregårdene længere mod nord. Ved etableringen var munkene i Clunys vigtigste opgave laus perennis (evig lovprisning, dvs. bøn), og det betød, at de forskellige funktioner i klostrene blev specialiseret, så munkene udelukkende koncentrerede sig om det religiøse, mens verdslige blev ansat til det fysiske arbejde.

## Politisk magt
I det politisk fragmenterede Europa i 900- og 1000-tallet kunne Cluny gennem sit vidtstrakte netværk af datterklostre i flere lande opnå megen indflydelse. Fritaget fra indblanding fra verdslige fyrster og biskopper og kun ansvarlig over for en svag og splittet pavemagt, havde Cluny stor fordel af at kunne tilbyde en fast og etableret organisation som alternativ. Det betød først og fremmest, at Cluny blev centrum for  benediktinerklostre, men også inspirator for en reorganisering og genoplivning af de franske og normanniske gejstlige institutioner. I den tidlige fase af historien fungerede organisationen som et fristed i en kaotisk verden, men i anden halvdel af 11. århundrede havde dens fromheds ideal omformet det omgivne samfund og var hovedkraften bag den ekspansion, kristendommen oplevede på det europæiske kontinent i dette århundrede.
Veluddannede priorer fra Cluny med adelig baggrund samarbejdede i stor stil med fyrster og aristokrater, der støttede ordenen. Priorerne besatte ofte vigtige administrative poster eller blev udnævnt til biskopper. Et vigtigt element i Clunys kultur var opfattelsen af kongerne som kirkens naturlige beskyttere. Priorerne opnåede derfor tætte forbindelser med kongehusene og fik samtidig stor indflydelse på kongernes religiøsitet. I 11. århundrede skete der derfor en forandring af den måde, konger og fyrster handlede på og den måde, de fremstod på, en forandring der hvilede på en ny form for religiøsitet. I England blev Edward Bekenderen kanoniseret, og i Tyskland blev kejseren nu opfattet som en jordisk repræsentant for den himmelske sfære, især under Henrik 3.. Det var det åndelige grundlag for kejserens kontrol over den tyske kirke og mulighed for at indsætte sin landsmand Leo IX som pave. Det nye fromhedsideal, der spredte sig blandt de verdslige fyrster, var en forudsætning for etablering af den senere gudsfred.
Internt i ordenen kunne abbeden i Cluny frit sende en munk til hvilket som helst datterhus, når han ønskede det. Det skabte en flydende struktur med abbeden som den centrale og helt dominerende figur, der blev et forbillede for organiseringen af de kongelige kancellier. Clunys centraliserede og hirakiske struktur var desuden en naturlig uddannelsesinstitution for de katolske prælater, og fire af munkene fra Cluny blev paver: Gregor VII, Urban III, Paschalus II og Urban V. Abbederne blev især rekrutteret fra de fineste, adelige familier og blev højmiddelalderens vigtigste statsmænd og helgener: Odo af Cluny og Hugo af Cluny samt Odilo.

### Højdepunktet for Clunys indflydelse
Cluny var ikke kendt for asketisk livsførelse eller for at udbrede det apostoliske fattigdomsideal. Clunys abbeder så heller ingen hindringer for, at lægfolk fik indflydelse internt i klostret og fx fik indflydelse på, hvem der blev udnævnt som ny abbed. Den cluniacensiske bevægelse knyttede sig i høj grad til pavemagten, der i højmiddelalderen var forbundet med rigdom, pragt og involvering i politik. Og pavens prestige smittede af på Cluny og var med til at lægge grunden til ordenens indflydelse. Cluny oplevede et fald i den politiske indflydelse i begyndelsen af 12. århundrede pga. økonomiske og administrative problemer, hvilket var med til at give plads til nye monastiske bevægelser som fx cistercienserne. Under Peter den Ærværdiges ledelse fik ordenen en genopblomstring, og den nåede sit politiske højdepunkt, da flere af dens munke blev udnævnt til biskopper, legater og kardinaler.

### Nedgang
Ved Peters død i 1156 havde ordener med strengere disciplin som cistercienserne taget teten i den monastiske bevægelse og overtog derfor meget af Clunys prestige. Samtidig udviklede der sig en spirende nationalisme i herskerklasserne i lande som England og Frankrig, der betød, at internationale organisationer som Cluny fik sværere vilkår. Under det Vestlige skisma i 1378 – 1409 blev forbindelsen mellem Cluny og de fleste af abbediets priorater i England afbrudt, da de blev naturaliseret og derved ikke længere var Clunys ejendom.
Under den franske revolution blev cluniacenserne identificeret med l'Ancien Régime, og ordenen blev undertrykt i Frankrig fra 1790. Dele af klosterbygningerne blev plyndret og brændt under uroligheder i den forbindelse. I 1810 blev størstedelen af de tilbageværende bygninger revet ned og solgt som stenbrud i 1823. I dag er kun ét af de oprindeligt otte tårne bevaret.

## Cluny og kunsten
Liturgien var omdrejningspunktet for livet i Cluny: den evige forbøn var i centrum og blev opfattet som kilde for skønheden og inspiration for kunsten. De verdslige fyrster gjorde sig store anstrengelser og donerede gerne store rigdomme for at blive nævnt i de evige bønner, som var grundlaget for klostrets rigdomme. De blev brugt på store og meget kunstfærdige bygninger.
Klostersamfundet i Cluny voksede med stor hast pga. de mange midler, der tilflød det, og det var derfor ofte nødvendigt at opføre nye bygninger. De mange ressourcer muliggjorde desuden en række af middelalderens mest spektakulære byggerier: Den 3. kirke i Cluny var den største bygning i Europa til opførelsen af den 4. samme sted. Og den var den største i Europa, til Peterskirken blev bygget i Rom i det 16. århundrede.
Byggeriet af den 3. kirke blev finansieret gennem den årlige "census", som kong Ferdinand 1. af León-Kastilien indførte mellem 1053 og 1065. Han fastsatte den årlige betaling til 1,000 aurei, og det var den største donation, som klostret hidtil har modtaget af en konge eller lægmand. Hans efterfølger Alfonso 6. af Leon genetablerede aftalen i 1077 og bekræftede den i 1090, og beløbet blev fordoblet. Det var især modtagelsen af denne årlige sum, der gjorde det muligt for abbed Hugo i sidste del af det 11. århundrede at igangsætte byggeriet af en kirke, som overgik alle tidligere i størrelse og pragt. De større donationer til Cluny betød, at opmærksomheden om de spanske kristne blev øget i hele Europa, og at det centrale Spanien blev bedre integreret i den vesteuropæiske kulturkreds. I begyndelsen af 12. århundrede kunne Leon-Kastilliens konger ikke længere afpresse helt så store beløb i den muslimske Spanien som tidligere. Det forårsagede en akut økonomisk krise i Cluny, der også lammede ordenens politiske magt mellem 1109 og 1125.

## Biblioteket
Biblioteket i Cluny var længe et af de rigeste og vigtigste i middelalderens Europa, og det var i realiteten som et magasin for et stort antal meget værdifulde manuskripter. Huguenotternes plyndring af abbediet i 1562 og afbrændingen af det i 1790 betød, at en stor del af dem blev ødelagt eller forsvandt. Nogle blev reddet og gemt på Clunys rådhus. Flere af dem og andre, der faldt i private hænder, er samlet af den franske regering og opbevares i dag på Bibliotheque Nationale i Paris. British Museum i London ejer  omkring 60 dokumenter fra klostret i Cluny.

## Cluny i dag
I dag findes der ruiner af den romanske klosterkirke, der før opførelsen af Peterskirken i Rom var den største kirkebygning i Europa. Klostret blev delvist ødelagt under Huguenotkrigene og blev nedrevet som led i den franske revolution. Endnu findes abbedens palads i selve byen ved den gotiske Notre Dame-kirke og nogle bevarede huse fra middelalderen. I Paris er abbedens residens, Hotel de Cluny, fra 1334 bevaret, og det blev i 1833 omdannet til museum.

## Eksterne link
- Catholic Encyclopedia: Congregation of Cluny
- Christopher Golden, "Cluniac Order" Arkiveret 6. oktober 2008 hos  Wayback Machine
- Societas Christiana Encyclopedia: Arkiveret 13. september 2005 hos  Wayback Machine The Cluniac movement
- Charter of the Abbey of Cluny
- Large archive of photographs of the abbey Arkiveret 14. september 2007 hos  Wayback Machine
- The History of Romanesque Cluny Clarified by Excavations and Comparisons, by K.J. Conant (pdf)